# گلوریا استوارت

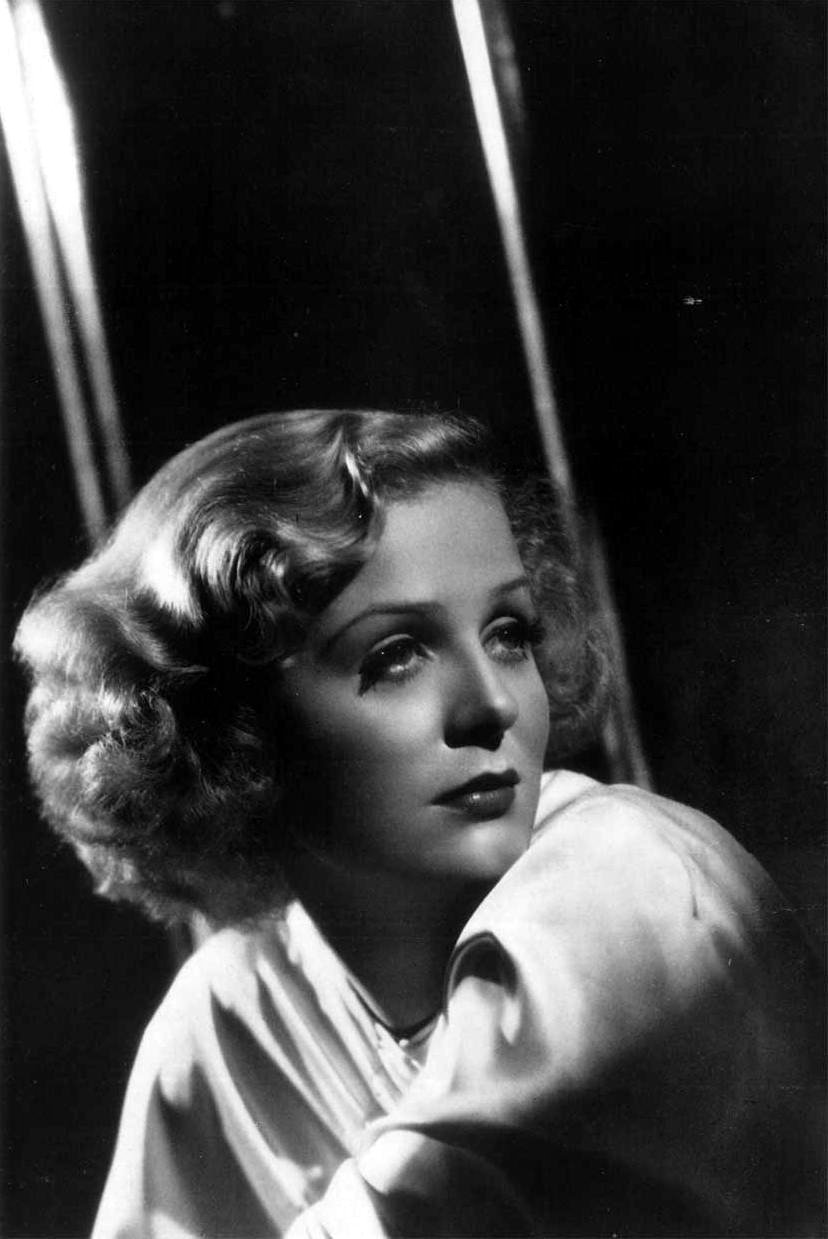

گلوریا فرانسس استوارت (به انگلیسی: Gloria Stuart) (زاده ۴ ژوئیه ۱۹۱۰ – مرگ ۲۶ سپتامبر ۲۰۱۰) بازیگر، نقاش، کنشگر و هنرمند بونسای اهل ایالات متحده آمریکا بود.

## زندگی هنری
او جدا از فعالیت حرفه‌ای در هالیوود که با وقفه طولانی همراه بود، در زمینه تئاتر و تلویزیون نیز فعالیت‌های گسترده‌ای داشت. او همراه با کلود رینس در فیلم مردان نامرئی (۱۹۳۳) نیز حضور داشت.
همچنین او در نقش پیری «رز داوسون» در فیلم سینمایی تایتانیک با ۸۷ سال سن توانست برای اجرای این نقش پیرترین شخصی باشد که بتواند کاندیدای جایزه اسکار شود.

## گزیده فیلم‌شناسی
از فیلم‌ها یا برنامه‌های تلویزیونی که وی در آن نقش داشته‌است می‌توان به آثار زیر اشاره کرد.
- خانه تاریک قدیمی (۱۹۳۲)
- پست هوایی (۱۹۳۲)
- مرد نامرئی (۱۹۳۳)
- نیروی دریایی وارد می‌شود (۱۹۳۴)
- جویندگان طلا در سال ۱۹۳۵ (۱۹۳۵)
- سه تفنگدار (۱۹۳۹)
- سال محبوب من (۱۹۸۲)
- تایتانیک (۱۹۹۷)
- نامه عاشقانه (۱۹۹۹)
- هتل میلیون دلاری (۲۰۰۰)
- خانواده والتون (مجموعه تلویزیونی) (۱۹۷۵)